# Ploutve (plavání)

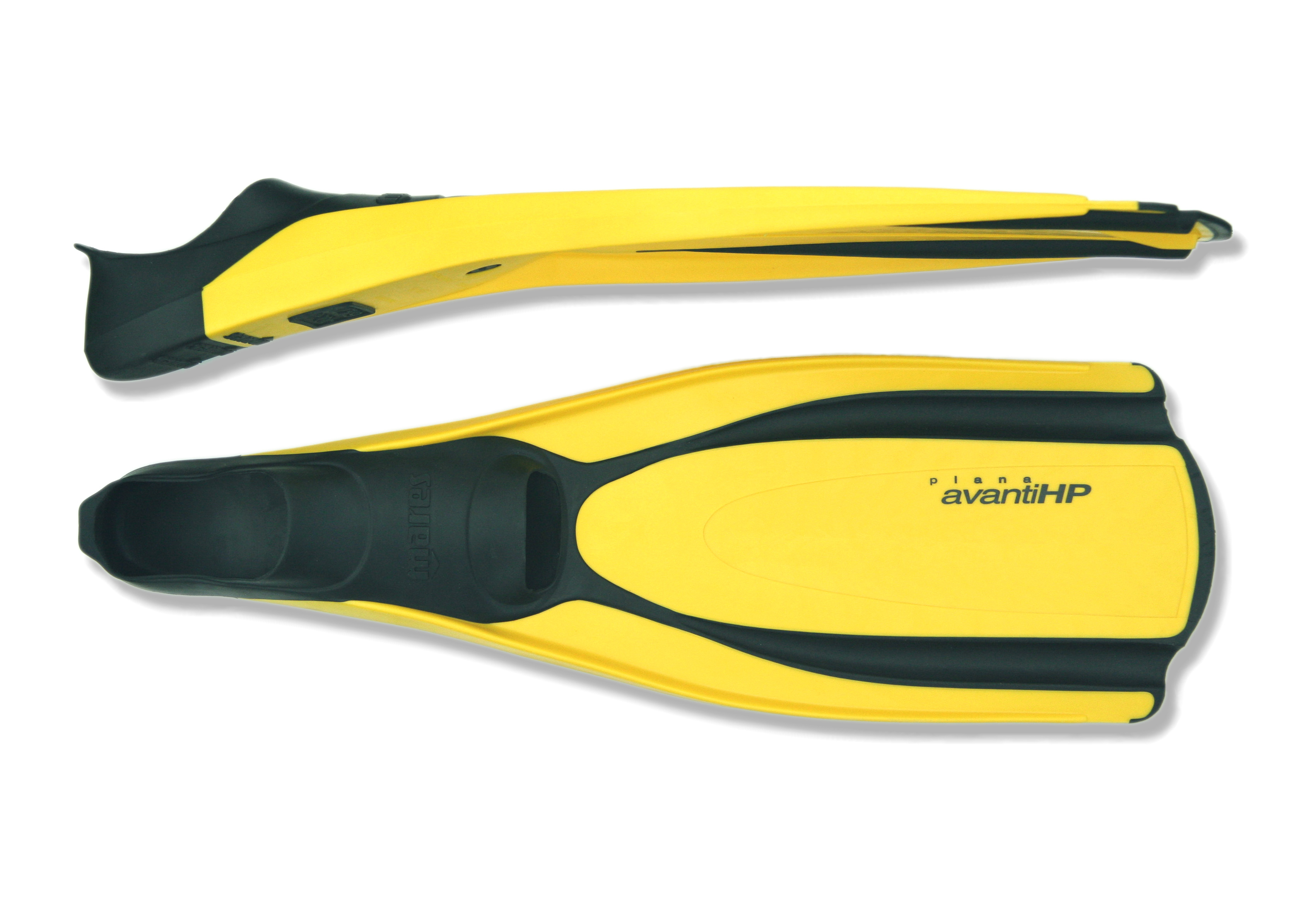
Botičkové ploutve

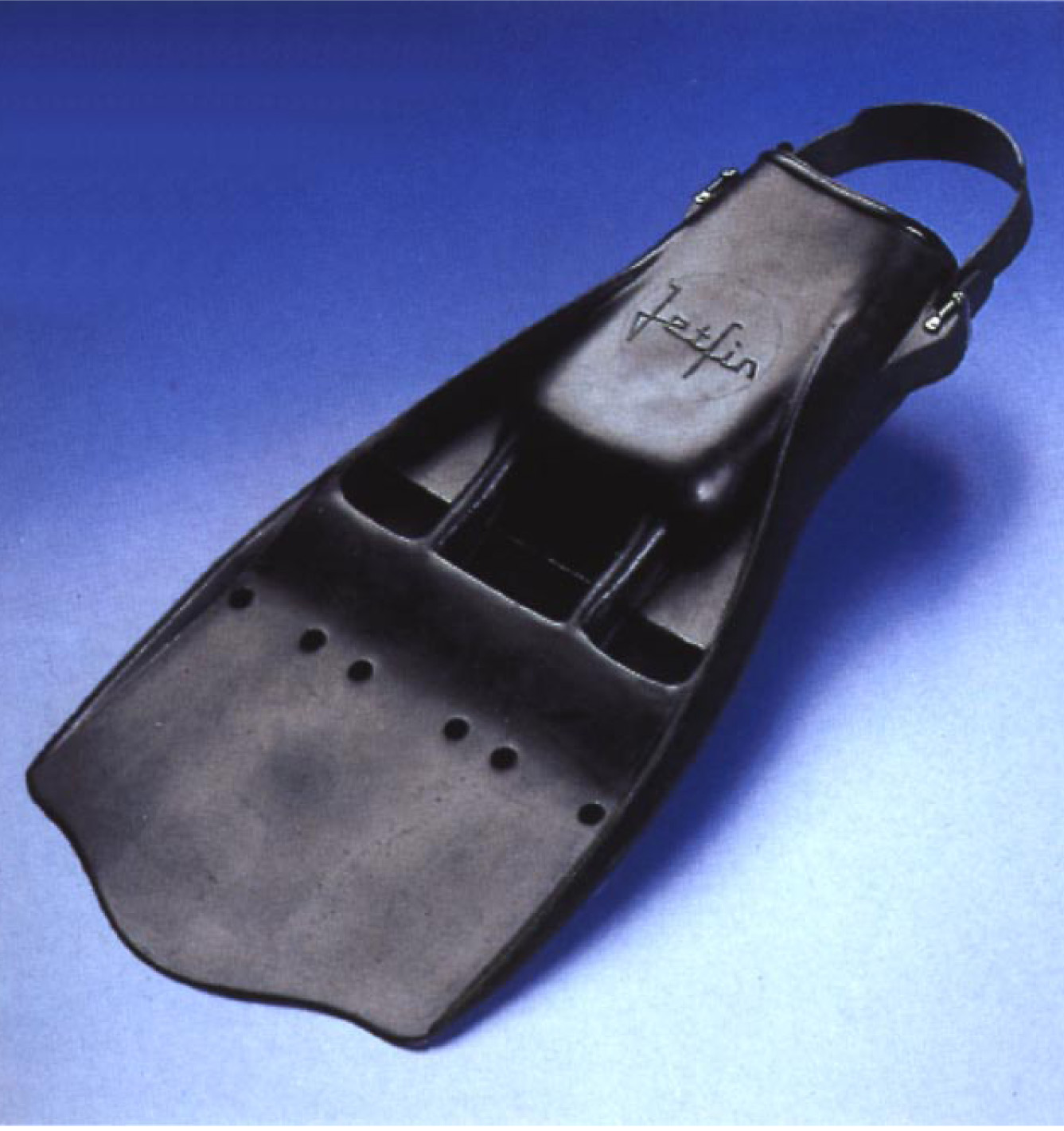
Pásková ploutev

Plavecké ploutve nebo potápěčské ploutve jsou plavecká pomůcka, která zvětšuje plochu chodidla plavce nebo potápěče. Umožňují rychlejší plavání a pomáhají tomu, kdo se učí plavat, lépe cítit odpor vody. Podle plaveckého stylu se používají různé druhy ploutví. Při stylech kraul a znak se použijí kraulařské ploutve. Při stylu motýlek (delfín) dodává největší výkon monoploutev. Pro styl prsa byly vyvinutý speciální ploutve s označením Flap Fins. Jiné ploutve při pohybu typickém pro tento plavecký styl nefungují. Při potápění se používají ploutve s mnohem větší záběrnou plochou než pro plavání. Při šnorchlování (plavání na hladině s hlavou pod vodou) se dají využít všechny typy ploutví.

## Tvary a materiál ploutví
Běžně prodávané typy ploutví jsou zhotoveny z gumy nebo PVC. Specializované ploutve, jako jsou monoploutve nebo ploutve pro freediving mohou být zhotoveny i z jiných materiálů. Například ze skelného laminátu nebo laminátu vyztuženého uhlíkovými vlákny. U ploutví rozeznáváme jako konstrukční díly botičku a list. List je prakticky vždy vyztužen podélnými žebry.
Podle způsobu obouvání rozeznáváme:
- Botičkové ploutve jsou tvarovány jako bota, obouvají se na boso a jsou tedy vhodné hlavě do teplé vody. Původně (v 60. letech 20. století) se vyráběly z černé nebo modré gumy s trojúhelníkovým listem. Dnes se vyrábějí většinou s dlouhým listem z pestrobarevného plastu.
- Páskové ploutve mají volnou patu. Ta poskytuje dostatek místa pro nohu s navlečenými tepelně izolačními neoprenovými ponožkami nebo přímo neoprenovými botičkami, které jsou součástí potápěčského obleku. Ploutve jsou uchyceny nastavitelným pružným páskem kolem paty. Úchyt pásku je tvarován tak, aby bylo možné ploutve upevnit i uvolnit i rukou v rukavici.

Dále je možné rozlišovat mezi ploutvemi lehčími než voda (plavou) a ploutvemi těžšími než voda.

## Zvláštní formy ploutví
- Split Fins jsou uprostřed rozdělené ploutve. Podle tvrzení výrobců je plavání s tímto tvarem ploutví méně vysilující. Rychlejší pohyb vpřed je umožněn rychlejším kmitáním nohou v protikladu k obvyklým ploutvím, kde zrychlení napomáhá širší list.
- Ploutve pro freediving jsou dlouhé a úzké. Umožňují silný záběr také při pomalém pohybu ploutví a vyžaduje se od nich především efektivita.
- Monoploutve se využijí především při orientačním a dálkovém plavání.
- Flap Fins jsou ploutve patentovaného tvaru, zvlášť vyvinuté pro výuku plaveckého stylu prsa.